# Scarlet Street
Scarlet Street is een film noir uit 1945 onder regie van Fritz Lang.
Het scenario van Dudley Nichols is gebaseerd op de roman La Chienne (1929) van Georges de la Fouchardière. Die roman werd in 1931 al verfilmd onder de titel La Chienne door Jean Renoir.
De film wordt vaak Langs beste Amerikaanse film genoemd. De film bevindt zich momenteel in het publiek domein.

## Verhaal
Christopher Cross ("Chris") is een kassier van middelbare leeftijd die door zijn baas J.J. voor vijfentwintig jaar trouwe dienst beloond wordt. Hij leidt een saai leventje en is getrouwd met een bazige vrouw (Adele) die hij niet liefheeft en die hem constant het leven zuur maakt. In zijn vrije uren schildert hij. Op een regenachtige avond steekt hij de weg over en ziet hoe een vrouw (Kitty, Katherine March) wordt overvallen door een man. Chris gooit zich heldhaftig voor de mooie jonge vrouw die net een klap kreeg, en slaat - tot zijn eigen verbazing - de aanvaller tegen de grond. Chris wordt verliefd op haar en ze blijven elkaar ontmoeten. Kitty's minnaar, Johnny (haar 'overvaller'), een nietsnut, zet haar aan om Chris, die liet uitschijnen dat hij goed de kost als kunstschilder verdient, geld af te persen. Ze laat hem een appartement voor haar huren waar hij kan komen schilderen, en Chris wordt gedwongen om geld te stelen op zijn werk. De minnaar begint nu de schilderijen van Chris te verkopen, en ze trekken zelfs de aandacht van een kunstcriticus die er veel geld voor overheeft. Chris is zich van dit alles niet bewust. Kitty signeert de werken zelf, die nu tentoongesteld worden in een galerie. Johnny koopt een grote auto en ze blijven de naïeve Chris uitbuiten. 
Chris probeert om zich te ontdoen van zijn vrouw Adele. Toevallig komt hij haar ex-man tegen, een voormalige detective die dood werd gewaand. Deze biedt hem aan om terug te keren naar Adele als Chris hem geld geeft. Chris gaat akkoord, en besteelt zijn baas nog een keer om aan dat geld te geraken. Intussen ontdekt Adele een galerie met schilderijen die lijken op die van haar man, maar ondertekend zijn met de naam van Kitty. Ze beschuldigt haar man ervan dat hij kopieën maakt van de werken van deze beroemde schilderes. Daarop gaat Chris naar de galerie en herkent zijn schilderijen. Hij confronteert Kitty ermee en begrijpt dat zij van Johnny houdt. Later die dag keert hij terug naar het appartement waar hij Kitty en Johnny betrapt. Hij praat met Kitty, die toegeeft dat zij helemaal niet van hem houdt en een spelletje met hem heeft gespeeld.  
Ze vernedert Chris en in een moment van verstandsverbijstering doodt hij haar met een ijspriem die Johnny daar achterliet. Chris heeft net genoeg tijd om het huis te verlaten voor Johnny arriveert. Johnny wordt beschuldigd van de moord. Ondertussen ontdekt zijn baas J.J. dat Chris de kassa heeft geplunderd. Hij wil niet dat Chris aangehouden wordt maar hij ontslaat hem. Wat later wordt Johnny terechtgesteld in de Sing Sing-gevangenis. Chris wordt uiteindelijk waanzinnig van angst en wroeging en onderneemt een zelfmoordpoging. Hij wordt op het nippertje gered, maar zijn leven is verwoest. Zes jaar later is hij een bedelaar geworden, die op een bank in het park weggejaagd wordt door de politie.

## Rolverdeling
| Acteur              | Personage                |
| ------------------- | ------------------------ |
| Edward G. Robinson  | Christopher Cross        |
| Joan Bennett        | Katherine (Kitty) March  |
| Dan Duryea          | Johnny Prince            |
| Margaret Lindsay    | Millie Ray               |
| Jess Barker         | David Janeway            |
| Rosalind Ivan       | Adele Cross              |
| Arthur Loft         | Dellarowe                |
| Charles Kemper      | Higgins met het ooglapje |
| Russell Hicks       | J.J. Hogarth             |
| Samuel S. Hinds     | Charles Pringle          |
| Anita Sharp-Bolster | Mrs. Michaels            |
| Vladimir Sokoloff   | Pop LeJon                |
| Cy Kendall          | Nick                     |
| Tom Dillon          | Politieagent             |